# Nikola Đorić
Nikola Đorić (in serbo Никола Ђорић?; Belgrado, 3 marzo 2000) è un calciatore serbo, difensore dell'Hegelmann.

## Carriera
Cresciuto nel settore giovanile del Rad Belgrado, muove i primi passi nelle serie minori del campionato serbo, dove gioca in prestito con le maglie di Železničar Pančevo e Sinđelić Belgrado, per poi esordire in prima squadra il 1º agosto 2020, in occasione dell'incontro di Superliga perso 2-0 contro il Proleter Novi Sad. Nel corso di due stagioni totalizza 46 presenze e 2 reti tra campionato e coppa. Nel 2022 è stato acquistato dalla squadra austriaca dell'Austria Klagenfurt.

## Statistiche

### Presenze e reti nei club
Statistiche aggiornate al 19 ottobre 2022.
| Stagione            | Squadra             | Campionato          | Campionato | Campionato | Coppe nazionali | Coppe nazionali | Coppe nazionali | Coppe continentali | Coppe continentali | Coppe continentali | Altre coppe | Altre coppe | Altre coppe | Totale | Totale |
| Stagione            | Squadra             | Comp                | Pres       | Reti       | Comp            | Pres            | Reti            | Comp               | Pres               | Reti               | Comp        | Pres        | Reti        | Pres   | Reti   |
| ------------------- | ------------------- | ------------------- | ---------- | ---------- | --------------- | --------------- | --------------- | ------------------ | ------------------ | ------------------ | ----------- | ----------- | ----------- | ------ | ------ |
| gen.-giu. 2020      | Sinđelić Belgrado   | 1L                  | 7          | 0          | CS              | -               | -               |                    | -                  | -                  |             | -           | -           | 7      | 0      |
| 2020-2021           | Rad Belgrado        | SL                  | 22         | 0          | CS              | 1               | 0               |                    | -                  | -                  |             | -           | -           | 23     | 0      |
| 2021-2022           | Rad Belgrado        | 1L                  | 20         | 1          | CS              | 3               | 1               |                    | -                  | -                  |             | -           | -           | 23     | 2      |
| Totale Rad Belgrado | Totale Rad Belgrado | Totale Rad Belgrado | 42         | 1          |                 | 4               | 1               |                    | -                  | -                  |             | -           | -           | 46     | 2      |
| 2022-2023           | Austria Klagenfurt  | BL                  | 10         | 0          | CA              | 2               | 0               |                    | -                  | -                  |             | -           | -           | 12     | 0      |
| Totale carriera     | Totale carriera     | Totale carriera     | 59         | 1          |                 | 6               | 1               |                    | -                  | -                  |             | -           | -           | 65     | 2      |